# Tullio Pietrobono
Tullio Pietrobono (Alatri, 6 febbraio 1919 – 30 luglio 1993) è stato un politico italiano.

## Biografia
Ragioniere, militò nel Partito Comunista Italiano per il quale divenne segretario della federazione della provincia di Frosinone.
Nel 1963 viene eletto alla Camera dei deputati nella IV legislatura, riconfermato nel 1968 al Parlamento nella V.